# Liste von Anschlägen auf Juden und jüdische Einrichtungen in Frankreich
Diese Liste umfasst gewaltsame Angriffe auf Juden, jüdische Einrichtungen sowie israelische Einrichtungen in Frankreich. Ebenfalls aufgelistet sind fehlgeschlagene und vereitelte Anschlagspläne.
| Datum         | Ort                                | Anschlagsart                                                          | Opferzahl            | Beschreibung |
| ------------- | ---------------------------------- | --------------------------------------------------------------------- | -------------------- | --- |
| 26. Feb. 1848 | Altkirch                           | Pogrom während der Februarrevolution 1848 im Elsass                   |                      | Während der Februarrevolution 1848 wurden die Häuser der 300 Juden von Altkirch geplündert und die Bewohner angegriffen. Viele Juden flüchteten aus der Stadt. |
| 27. Feb. 1848 | Brumath                            | Pogrom während der Februarrevolution                                  |                      | Vom 27. auf den 28. Februar überfielen Banden die Wohnungen der sechs wohlhabendsten Juden, plünderten und rissen sie nieder. |
| 27. Feb. 1848 | Dürmenach                          | Pogrom Judenrumpel                                                    |                      | Vom 27. Februar bis zum 2. März 1848 wurden während des Judenrumpel 75 jüdische Häuser zerstört. Die Bewohner fanden vorübergehendes Asyl in Basel. |
| 28. Feb. 1848 | Marmoutier                         | Pogrom während der Februarrevolution                                  |                      | Am 28. Februar wurden bis zu 25 Häuser von Juden zerstört und herbeigerufene Truppen heftig attackiert. |
| 3. Apr. 1848  | Saverne                            | Pogrom                                                                |                      | Am 2. April versammelte sich eine große Menschenmenge vor dem Gefängnis in Savern, um die bei den antijüdischen Februar-Unruhen in Marmoutier Verhafteten zu befreien und drang in das Gefängnis ein. Nachdem die Inhaftierten freigelassen wurden, plünderte die zum Teil betrunkene Menge am folgenden Tag die Juden von Savern aus.                                                                           |
| 23. Apr. 1848 | Hégenheim                          | Pogrom                                                                | 1 Totes Kind         | Am 23. April kam es zu einem Streit, weil Hagenthaler Bauern antijüdische Lieder gesungen hatten. In einem Handgemenge wurde einem Nichtjuden ein Finger abgetrennt. Daraufhin wurde die jüdische Nationalgarde von einer Menge entwaffnet und die Juden wurden attackiert und mehrere jüdische Häuser gestürmt und vollständig verwüstet. Erst der Einsatz von Truppen konnte die Unruhen am 25. April beenden. |
| 3. Okt. 1980  | Paris                              | Bombenanschlag auf Synagoge                                           | 4 Tote, 40 Verletzte | Während einer Bar Mitzwa Feier am Simchat Tora Fest explodierte eine Bombe vor einer Synagoge in Paris. Vier Menschen wurden getötet und vierzig verletzt. |
| 9. Aug. 1982  | Paris                              | Bombenanschlag und Schießerei in einem Lokal                          | 6 Tote, 22 Verletzte | Drei Männer warfen eine Granate in das Chez Jo Goldenberg in Paris, stürmten in das Lokal, schossen um sich und warfen einen zweiten Sprengsatz. Sechs Menschen starben und zweiundzwanzig wurden verletzt. |
| 21. Jan. 2006 | Bagneux (Hauts-de-Seine) bei Paris | Entführung von Ilan Halimi                                            | 1 Toter              | Ilan Halimi wurde von einer vielköpfigen kriminellen Bande unter dem Anführer Youssouf Fofana entführt und während seiner Gefangenschaft gefoltert und verstümmelt. Als er am 13. Februar gefunden wurde, starb er auf dem Weg ins Hospital. |
| 22. Feb. 2008 | Bagneux (Hauts-de-Seine) bei Paris | Entführung von Mathieu Roumi                                          | 1 Verletzter         | Mathieu Roumi wurde von sechs jungen Männern, die er kannte, in einer Garage gequält, weil er ihnen angeblich Geld schuldete, Jude und homosexuell wäre. |
| 19. März 2012 | Toulouse                           | Feuerüberfall vor einer jüdischen Schule                              | 4 Tote               | Drei Kinder und ein Rabbi wurden bei einem Feuerüberfall im Auftrag von Al-Qaida vor der Ozar Hatorah Schule in Toulouse erschossen. |
| 19. Sep. 2012 | Sarcelles                          | Bombenanschlag auf einen koscheren Lebensmittelmarkt                  | 1 Verletzter         | Zwei vermummte Islamisten warfen einen Sprengkörper in einen koscheren Lebensmittelmarkt. Es wurde nur eine Person verletzt, weil die Granate unter einem Einkaufswagen explodierte. |
| 20. Juli 2014 | Sarcelles                          | Brandanschlag auf einen koscheren Lebensmittelmarkt und eine Synagoge |                      | Nach der Auflösung einer propalästinensischen Demonstration anlässlich der israelischen Operation Protective Edge in Gaza wurden in Sarcelles Brandsätze auf einen koscheren Supermarkt und eine Synagoge geworfen. |
| 9. Jan. 2015  | Paris                              | Geiselnahme an der Porte de Vincennes                                 | 4 Tote               | Der Islamist Amedy Coulibaly stürmte einen koscheren Supermarkt, erschoss vier Personen und nahm Dutzende von Geiseln. Die Polizei tötete ihn bei der Befreiung der Geiseln. |
| 4. Apr. 2017  | Paris                              | Mord an Lucie Attal (fälschlich auch Sarah Halimi genannt)            | 1 Tote               | Ein psychisch gestörter 27-jähriger Muslim drang auf der Flucht im Cannabisrausch in die Wohnung einer 65-jährigen Nachbarin ein, schlug auf sie ein und stürzte sie vom Balkon. Ob antisemitische Tatmotive vorlagen ist umstritten. |
| 23. März 2018 | Paris                              | Mord an Mireille Knoll                                                | 1 Tote               | Die 85-jährige Holocaustüberlebende Mireille Knoll wurde in ihrer Pariser Wohnung von zwei Männern ermordet. Weil einer der Täter ein Muslim war, wurde der Fall zusammen mit dem Mord an Lucie Attal in der Presse als islamistisch motiviert dargestellt, von der Politik aufgegriffen und zu Solidaritätsaufrufen an muslimische Verbände gegen angebliche islamistische Gewalt genutzt.                      |
| 19. Feb. 2019 | Sarcelles                          | Passant vor jüdischer Synagoge beschossen                             | 1 Verletzter         | Zwei Jugendliche schossen mit einem Luftgewehr auf einen Passanten vor der jüdischen Synagoge in Sarcelles. |